# Cheracebus
Cheracebus — рід мавп, відомий як тіті. Населяють пн.-зх. Амазонію (Колумбія, Венесуела, зх. Гаяна, пн.-сх. Еквадор, пн. Перу, пн.-зх. Бразилія).

## Опис
Тварини чорнувато- або рудувато-коричневі, верх голови чорний, рудуватий, рудувато-бурий чи кольору червоного дерева. Через горло проходить помітний білий чи жовтий комірець, руки білуваті, чорнуваті, жовтуваті чи оранжеві. Черево може відрізнятися за кольором від спини чи ні. 2n=20.

## Склад
Розрізняють такі види:
- Cheracebus aquinoi [3]
- Cheracebus lucifer (LC)
- Cheracebus lugens (LC)
- Cheracebus medemi (VU)
- Cheracebus regulus (LC)
- Cheracebus torquatus (LC)